# 台湾十大死因列表
此表蒐集自西元2014年（民國103年）起，臺灣年度十大死因。死因以導致死亡的原始病因為基準，由中華民國衛生福利部按年發布死因統計，目前以國際疾病分類標準第 10 版（ICD-10）進行分類。

## 2014年
2014年，台灣前十大死因，依照死亡率排序，依序為：
1. 惡性腫瘤
2. 心臟疾病
3. 腦血管疾病
4. 肺炎
5. 糖尿病
6. 事故傷害
7. 慢性下呼吸道疾病
8. 高血壓性疾病
9. 肝臟疾病
10. 腎臟疾病

## 2015年
依死亡率排序，2015年十大死因依序為:2：
1. 惡性腫瘤
2. 心臟疾病
3. 腦血管疾病
4. 肺炎
5. 糖尿病
6. 事故傷害
7. 慢性下呼吸道疾病
8. 高血壓性疾病
9. 腎炎、腎病症候群及腎病變
10. 慢性肝病（英语：chronic liver disease）及肝硬化

## 2016年
依死亡率排序，2016年十大死因依序為：
1. 惡性腫瘤
2. 心臟疾病
3. 肺炎
4. 腦血管疾病
5. 糖尿病
6. 事故傷害
7. 慢性下呼吸道疾病
8. 高血壓性疾病
9. 腎炎、腎病症候群及腎病變
10. 慢性肝病（英语：Chronic liver disease）及肝硬化

## 2017年
依死亡率排序，2017年十大死因依序為：
1. 惡性腫瘤
2. 心臟疾病
3. 肺炎
4. 腦血管疾病
5. 糖尿病
6. 事故傷害
7. 慢性下呼吸道疾病
8. 高血壓性疾病
9. 腎炎、腎病症候群及腎病變
10. 慢性肝病（英语：Chronic liver disease）及肝硬化

## 2018年
依死亡率排序，2018年十大死因依序為：
1. 惡性腫瘤
2. 心臟疾病
3. 肺炎
4. 腦血管疾病
5. 糖尿病
6. 事故傷害
7. 慢性下呼吸道疾病
8. 高血壓性疾病
9. 腎炎、腎病症候群及腎病變
10. 慢性肝病（英语：Chronic liver disease）及肝硬化

## 2019年
依死亡率排序，2019年十大死因依序為：
1. 惡性腫瘤
2. 心臟疾病
3. 肺炎
4. 腦血管疾病
5. 糖尿病
6. 事故傷害
7. 慢性下呼吸道疾病
8. 高血壓性疾病
9. 腎炎、腎病症候群及腎病變
10. 慢性肝病（英语：Chronic liver disease）及肝硬化

## 2020年
依死亡率排序，2020年十大死因依序為：
1. 惡性腫瘤(癌症)
2. 心臟疾病
3. 肺炎
4. 腦血管疾病
5. 糖尿病
6. 事故傷害
7. 高血壓性疾病
8. 慢性下呼吸道疾病
9. 腎炎腎病症候群及腎病變
10. 慢性肝病及肝硬化

## 2021年
依死亡率排序，2021年十大死因依序為：
1. 惡性腫瘤(癌症)
2. 心臟疾病
3. 肺炎
4. 腦血管疾病
5. 糖尿病
6. 高血壓性疾病
7. 事故傷害
8. 慢性下呼吸道疾病
9. 腎炎腎病症候群及腎病變
10. 慢性肝病及肝硬化

## 2022年
依死亡率排序，2022年十大死因依序為：
1. 惡性腫瘤(癌症)
2. 心臟疾病
3. 嚴重特殊傳染性肺炎(COVID-19)
4. 肺炎
5. 腦血管疾病
6. 糖尿病
7. 高血壓性疾病
8. 事故傷害
9. 慢性下呼吸道疾病
10. 腎炎腎病症候群及腎病變

## 2023年
依死亡率排序，2023年十大死因依序為：
1. 惡性腫瘤(癌症)
2. 心臟疾病
3. 肺炎
4. 腦血管疾病
5. 糖尿病
6. 嚴重特殊傳染性肺炎(COVID-19)
7. 高血壓性疾病
8. 事故傷害
9. 慢性下呼吸道疾病
10. 腎炎腎病症候群及腎病變

## 2024年
依死亡率排序，2024年十大死因依序為：
1. 惡性腫瘤(癌症)
2. 心臟疾病
3. 肺炎
4. 腦血管疾病
5. 糖尿病
6. 高血壓性疾病
7. 事故傷害
8. 慢性下呼吸道疾病
9. 腎炎腎病症候群及腎病變
10. 蓄意自我傷害(自殺)

## 外部連結
- 行政院性別平等委員會 縣市別主要死因 （页面存档备份，存于）
- 內政部統計處 平均壽命 （页面存档备份，存于）
- 內政部統計查詢網 （页面存档备份，存于）
- 中華民國(台灣)生命表統計 （页面存档备份，存于）
- 行政院主計處-國情統計 （页面存档备份，存于）